# Switch and Bitch
Switch and Bitch est une websérie québécoise produite par Turbulent et diffusée sur ICI TOU.TV et sur TV5.ca. La saison 1 a été lancée en novembre 2015, la saison 2 en mars 2016 et la saison 3 en décembre 2016.
Réalisée et scénarisée par Sophia Belahmer et Juliette Gosselin, la série raconte la relation chaotique qui unit cinq amies d’enfance alors qu’elles traversent la vingtaine,,.
La série est inspirée du court-métrage du même nom réalisé par Sophia et Juliette en 2014 et qui avait notamment remporté un prix lors du Festival Regard sur le court métrage au Saguenay en 2015,.

## Saisons

### Première saison (2015)
La première saison de Switch & Bitch débute alors que Julie tente d’organiser une soirée d’échange de vêtements afin d’annoncer une grande nouvelle à Fanny, Arielle, Gen et Annick, ses amies de longue date. La présence de Béa, la nouvelle amie de Fanny, et l’apparition-surprise de Grégoire, l’ex de Julie, viennent bouleverser leurs habitudes confortables.
1. Vu par tout le monde
2. Madame Vachon
3. Braille un peu
4. Longue vie à Karl et Julie
5. Le tas d’bitchs

### Deuxième saison (2016)
La déconfiture vécue par Julie à la fin de la première saison met l'amitié des six filles à rude épreuve. Pour se faire pardonner auprès de Julie, les filles décident de lui offrir un séjour en amoureux afin qu’elle puisse regagner le cœur de son ex-fiancé, Karl.
1. La fondation Julie Vachon
2. Vous avez changé
3. Juste une fois au chalet
4. T’as toujours été de même
5. Pour le meilleur et pour le pire?

### Troisième saison (2016)
Quelques mois ont passé depuis la fin de semaine des filles au chalet et bien des choses ont changé. Depuis qu’elles savent que Béa leur a joué dans le dos avec Grégoire, les filles ne lui parlent plus. Mais des circonstances exceptionnelles les obligeront à lui faire face une dernière fois.
1. Pendaison de crémaillère
2. Lendemain de veille
3. Vente de garage
4. Prédrink
5. Les enfants terribles

## Distribution

### Actrices principales
- Julianne Côté : Béa
- Juliette Gosselin : Fanny
- Camille Mongeau : Julie
- Joanie Martel : Gen
- Guenièvre Sandré : Annick
- Catherine St-Laurent : Arielle

### Acteurs récurrents
Sacha Charles : Karl, fiancé de Julie
- Maxime Dumontier : Grégoire, ex de Julie
- Jean-Carl Boucher : Marcus, meilleur ami de Grégoire
- Anne Casabonne : Chantale, mère d'Annick
- Céline Bonnier : Josée, mère de Julie
- Léa Cervant Boudrias : fille du spa (saison 1), serveuse café (saison 2), serveuse bowling (saison 3)

### Apparitions spéciales
- Catherine Brunet : Chrystel Workout Pro
- Sarah-Maude Beauchesne : Les Baguettes
- Arnaud Soly : serveur

## Distinctions
- Sélection officielle du Montréal Webfest 2016
- Sélection officielle du Liège Webfest[7] 2016
- Nomination de Julianne Côté aux Prix Gémeaux 2016 dans la catégorie Meilleure interprétation féminine pour une émission ou série originale produite pour les médias numériques : fiction[8]
- Nomination de Guenièvre Sandré aux Prix Gémeaux 2017 dans la catégorie Meilleure interprétation féminine pour une émission ou série originale produite pour les médias numériques : fiction[9]

## Réception
La série Switch & Bitch a bien été accueillie par la critique québécoise,,,,. Hugo Dumas de La Presse+ a comparé son ton cru à celui de Broad City sur Comedy Central. Châtelaine mentionnait que la websérie était « rafraîchissante » et qu’elle faisait « une illustration authentique du quotidien des Millenials ».